# Some Loud Thunder
Some Loud Thunder – drugi album zespołu Clap Your Hands Say Yeah z Brooklynu. Wydany został 29 stycznia 2007 w Wielkiej Brytanii i 30 stycznia w USA, jednak osoby, które zamówiły go wcześniej, mogły go ściągnąć legalnie ze strony Insound już od 16 stycznia 2007. Producentem albumu był Dave Fridmann, znany m.in. ze współpracy z Mercury Rev i The Flaming Lips.
Album zadebiutował na 47. miejscu listy Billboard (19.000 sprzedanych kopii).

## Lista utworów
Wszystkie utwory napisane przez Aleca Ounswortha, z wyjątkiem wskazanych utworów.
1. "Some Loud Thunder"
2. "Emily Jean Stock"
3. "Mama, Won't You Keep Them Castles in the Air and Burning?"
4. "Love Song No. 7"
5. "Satan Said Dance"
6. "Upon Encountering the Crippled Elephant"
7. "Goodbye to Mother and the Cove" (Ounsworth, Tyler Sargent, Sean Greenhalgh)
8. "Arm and Hammer"
9. "Yankee Go Home"
10. "Underwater (You and Me)"
11. "Five Easy Pieces"
12. "The Sword Song" (wydanie japońskie oraz na iTunes)